# Richmond Heights, Florida
Richmond Heights är en ort (CDP) i Miami-Dade County, i delstaten Florida, USA. Enligt United States Census Bureau har orten en folkmängd på 8 541 invånare (2010) och en landarea på 4,1 km².